# 2014.
◄ | 20. stoljeće | 21. stoljeće | 22. stoljeće | ►
◄ | 1980-ih | 1990-ih | 2000-ih | 2010-ih | 2020-ih | 2030-ih | 2040-ih | ►
◄◄ | ◄ | 2011. | 2012. | 2013. | 2014. | 2015. | 2016. | 2017. | ► | ►►
Arhitektura • Astronautika • Astronomija • Biologija • Film • Fotografija • Glazba • Kazalište • Kemija • Kiparstvo • Knjige • Književnost • Kršćanstvo • Meteorologija • Medicina • Planinarstvo • Politika • Pravo • Promet • Slikarstvo • Strip • Šport • Televizija • Znanost • Zrakoplovstvo • Željeznički promet
2014. (Rimski: MMXIV), trinaesta je godina 21. stoljeća i trećeg tisućljeća poslije Krista te prijestupna godina prema gregorijanskom kalendaru.

## Događaji

### Siječanj
- 1. siječnja
  - Latvija je uvela euro i postala 18. članica eurozone.[1]
  - Grčka je preuzela predsjedanje Vijećem Europske unije[2]
  - Francuski prekomorski departman Mayotte je postao dio Europske unije sa statusom najudaljenije regije.[3][4][5]
- 15. siječnja
  - Engleski glumac Roger Lloyd-Pack umro od raka gušterače.
  - Kraj hrama Abydosa otkriven grob nepoznatog egipatskog faraona Senebkaya.[6]
- 22. siječnja – Počela mirovna konferencija "Ženeva 2", nakon trogodišnjeg Građanskog rata u Siriji.

### Veljača
- 7. veljače – Otvorene Zimske olimpijske igre u Sočiju.
- 14. veljače – U Rijeci osnovana Velika nacionalna loža Hrvatske

### Ožujak
- 5. ožujka
  - Kosovska nogometna reprezentacija odigrala svoju prvu službenu utakmicu.
  - U Portugalu je otkriven Torvosaurus gurneyi, najveći europski mesojedni dinosaur ikada pronađen.[7]
- 8. ožujka
  - Nestao Malaysia Airlines Let 370, s 227 putnika. Trebao je ići od Kuala Lumpura do Pekinga.
- 16. ožujka
  - Održan je referendum o pripojenju Krima Rusiji.
  - Održani izvanredni parlamentarni izbori u Srbiji. Apsolutnu pobjedu odnijela Srpska napredna stranka Aleksandra Vučića, osvojila 158 od 250 zastupničkih mjesta.
- Zatvoren splitski zoološki vrt.[8]

### Travanj
- 18. travnja – Poljak Aleksander Doba (67) postao prva osoba koja je kajakom otputovala od Europe do Sjeverne Amerike.[9]
- 22. travnja – Hrvatski književnici Miro Gavran i Dimitrije Popović postali su članovi Ruske akademije književnosti.
- 26. i 27. travnja – U Dubrovniku održan Susret hrvatske katoličke mladeži na kojem se okupilo 35 000 mladih iz Hrvatske, BiH, Srbije, Crne Gore, Mađarske i Austrije.[10]
- 27. travnja – Katolička crkva je proglasila pape Ivana XXIII. i Ivana Pavla II. svecima.[11]

### Svibanj
- 6. svibnja – 10. svibnja – Pjesma Eurovizije 2014. u Danskoj
- 15. svibnja – 18. svibnja – Poplave u istočnoj Hrvatskoj
- 22. svibnja – 25. svibnja – Izbori za Europski parlament

### Lipanj
- Objavljen tisućiti broj Hrvatskoga slova.

### Srpanj
- 1. srpnja – Italija je preuzela predsjedanje Vijećem Europske unije

### Kolovoz
- 16. kolovoza – Papa Franjo pred gotovo dva milijuna vjernika u Seoulu, kod vrata Gwanghwamun, proglasio Prve korejske mučenike blaženicima.

### Rujan
- 3. rujna – U Sveučilišnom računskom centru predstavljeno novo proširenje i softverska nadogradnja računalnog klastera Isabella, koji je sada postao superračunalo s učinkovitošću od 3 TFLOPS.[12]
- 5. rujna – Nakon stupanja na snagu Zakona o životnom partnerstvu osoba istog spola 1. rujna 2014., u Zagrebu sklopljeno prvo životno partnerstvo u Hrvatskoj između dvojice muškaraca.[13]
- 6. rujna – U Osijeku održana prva osječka povorka ponosa u kojoj je oko 300 sudionika prošetalo središtem grada.[14]
- 18. rujna – Održan Referendum o neovisnosti Škotske. Tijesnom većinom odbijen je referendumski prijedlog.
- 30. rujna – U Zagrebu je svečano otvorena nova zgrada Glazbene akademije.[15]

### Listopad
- 19. listopada – Uhićeni zagrebački gradonačelnik Milan Bandić i još osamnaest osoba pod sumnjom za korupciju te zloupotrebu položaja i ovlasti.
- 20. listopada – Počeo »Sto posto za Hrvatsku« 100%-tnih ratnih vojnih invalida Domovinskog rata ispred zgrade Ministarstva branitelja RH. Prosvjednici su tražili smjenu ministra Matića i njegovih zamjenika. Prosvjed je potrajao 555 dana, što ga čini najdugovječnijim prosvjedom u suvremenoj hrvatskoj povijesti.
- 22. listopada – U poljskom sveučilišnom gradiću Słubicama otkriven je spomenik Wikipediji

### Studeni
- 9. studenoga – Održan je Konzultativni referendum o neovisnosti Katalonije koji je polučio potporu neovisnosti.
- 12. studenog
  - Osumnjičenik za ratne zločine Vojislav Šešelj sletio u Beograd nakon odluke Haškog suda zbog lošeg zdravstvenog stanja pustiti ga na privremenu slobodu[16]
  - Oko 17 sati Rosettina sonda Philae, veličine jedne perilice rublja, uspjela se spustiti na površinu kometa imena 67P/Čurjumov-Gerasimenko. To je prvi puta u povijesti da je robot kojeg su napravili ljudi, sletio na površinu kometa.[17]
- 21. studenog – Započela je Godina posvećenog života prema odluci pape Franje. Namijenjena je osobama posvećenog života (redovnici), a obilježava se uz 50. obljetnicu objavljivanja dekreta Drugog vatikanskog koncila o prilagođenoj obnovi redovničkog života Perfectae caritatis.

### Prosinca
- 21. prosinca – Sveta Stolica pokrenula je proces beatifikacije četvorice svećenika Banjolučke biskupije koje su četnici ubili početkom i tijekom Drugoga svjetskog rata, župnika u Gumjeri kod Prnjavora Antuna Dujlovića, župnika u Drvaru Waldemara Maksimilijana Nestora, župnika u Krnjeuši kod Bosanskog Petrovca Krešimira Barišića i župnika u Bosanskom Grahovu Jurja Gospodnetića.[18][19]

### Športski događaji
- 14. siječnja – 26. siječnja – Europsko prvenstvo u rukometu – Danska 2014.
- 7. veljače – 23. veljače – XXII. Zimske olimpijske igre – Soči 2014., Rusija
- 7. ožujka – 16. ožujka  - XI. Zimske paraolimpijske igre – Soči 2014., Rusija
- 12. lipnja – 13. srpnja – Svjetsko prvenstvo u nogometu – Brazil 2014.
- 16. kolovoza – 28. kolovoza – Olimpijske igre mladih – Nanjing 2014., Kina
- 30. kolovoza – 14. rujna – Svjetsko prvenstvo u košarci – Španjolska 2014.
- 2. rujna – 64. Hanžekovićev memorijal, Zagreb
- 23. listopada – MOO primio Kosovo u privremeno članstvo.[20]
- 7. prosinca – 21. prosinca – Europsko prvenstvo u rukometu za žene – Hrvatska i Mađarska 2014.

## Obljetnice i godišnjice
- 300. obljetnica rođenja Christopha Willibalda Glucka, njemačkog skladatelja i dirigenta (2. srpnja 1714.)
- 225. obljetnica Pada Bastille i početka Francuske revolucije (14. srpnja 1789.)
- 215. obljetnica rođenja Aleksandra Sergejeviča Puškina, ruskog književnika (6. lipnja 1799.)
- 200. obljetnica početka Bečkog kongresa (1. rujna 1814.)
- 200. obljetnica rođenja Ivana Mažuranića, hrvatskog pjesnika, jezikoslovca, političara i bana (11. kolovoza 1814.)
- 160. obljetnica rođenja Ante Kovačića, hrvatskog književnika (6. lipnja 1854.)
- 155. obljetnica smrti Klemensa Wenzela Lothara Metternicha, austrijskog državnika i političara (11. lipnja 1859.)
- 150. obljetnica osnutka Crvenog križa (22. kolovoza 1864.)
- 120. obljetnica osnutka Međunarodnog olimpijskog odbora (23. lipnja 1894.)
- 100. obljetnica smrti Ivana pl. Zajca, hrvatskog skladatelja i dirigenta (16. prosinca 1914.)
- 100. obljetnica Sarajevskog atentata (28. lipnja 1914.) i početka Prvog svjetskog rata (28. srpnja 1914.)
- 85. obljetnica rođenja Anne Frank, autorice poznatog "Dnevnika Anne Frank" (12. lipnja 1929.)
- 80. obljetnica smrti Julija Kempfa, hrvatskog književnika i povjesničara (6. lipnja 1934.)
- 80. obljetnica smrti Josipa Margitaja, hrvatskog pisca, učitelja i mađarona (6. lipnja 1934.)
- 75. obljetnica uspostave Banovine Hrvatske (26. kolovoza 1939.)
- 75. obljetnica početka Drugog svjetskog rata (1. rujna 1939.)
- 70. obljetnica iskrcavanja u Normandiji, Dana D (6. lipnja 1944.)
- 65. obljetnica smrti Andrije Hebranga, hrvatskog revolucionara, političara i državnika (11. lipnja 1949.)
- 30. obljetnica stavljanja u prodaju računala Apple Macintosh, prvih računala široke potrošnje (24. siječnja 1984.)
- 25. obljetnica pada Berlinskog zida (9. studenoga 1989.)
- 20. obljetnica uvođenja kune i lipe kao službenog sredstva plaćanja u Republici Hrvatskoj. (30. svibnja 1994.)

## Smrti

### Siječanj
- 1. siječnja – Milan Horvat, hrvatski dirigent i glazbeni pedagog (* 1919.)
- 1. siječnja – Juanita Moore, američka glumica (* 1914.)
- 3. siječnja – Alicia Rhett, američka filmska glumica (* 1915.)
- 5. siječnja – Eusébio, portugalski nogometaš (* 1942.)
- 6. siječnja – Monica Spear, venezuelanska glumica i manekenka (* 1984.)
- 7. siječnja – Ivan Ladislav Galeta, hrvatski multimedijalni umjetnik i filmski redatelj (* 1947.)
- 11. siječnja – Ariel Šaron, izraelski političar (* 1928.)
- 12. siječnja – Zdenko Škrabalo, hrvatski akademik i diplomat (* 1929.)
- 15. siječnja – Roger Lloyd Pack, britanski filmski i televizijski glumac (* 1944.)
- 20. siječnja – Claudio Abbado, talijanski dirigent (* 1933.)
- 26. siječnja – Milan Ružić, hrvatski nogometaš (* 1955.)
- 31. siječnja – Matko Kovačević, bosanskohercegovački povjesničar i arhivist (* 1935.)

### Veljača
- 1. veljače – Maximilian Schell, austrijski filmski glumac (* 1930.)
- 2. veljače – Philip Seymour Hoffman, američki glumac (* 1967.)
- 2. veljače – Vladimir Vratović, hrvatski povjesničar, sveučilišni profesor (* 1927.)
- 10. veljače – Shirley Temple, američka glumica (* 1928.)
- 12. veljače – Sid Caesar, američki filmski glumac (* 1922.)
- 13. veljače – Stjepan Mihaljinec, hrvatski skladatelj, aranžer, dirigent i pijanist (* 1935.)
- 20. veljače – Adalbert Rebić, hrvatski svećenik, sveučilišni profesor (* 1937.)
- 24. veljače – Harold Ramis, američki glumac, scenarist i redatelj (* 1944.)

### Ožujak
- 4. ožujka – Maja Petrin, hrvatska kazališna, televizijska i filmska glumica (* 1972.)
- 12. ožujka – Domingo Mihovilović Rajčević, čileanski književnik, filmski i kazališni glumac i redatelj (* 1918.)
- 16. ožujka – Danko Jakšić, hrvatski slikar (* 1962.)
- 17. ožujka – L'Wren Scott, američka modna dizajnerica (* 1964.)
- 18. ožujka – Dušan Poček, srbijanski glumac (* 1932.)
- 21. ožujka – Ante Vican, hrvatski filmski, televizijski i kazališni glumac (* 1926.)
- 21. ožujka – James Rebhorn, američki glumac (* 1948.)
- 28. ožujka – Branko Vukmir, hrvatski pravnik (* 1927.)
- 30. ožujka – Kate O'Mara, britanska filmska i televizijska glumica (* 1939.)

### Travanj
- 1. travnja – Jacques Le Goff, francuski povjesničar (* 1924.)
- 3. travnja – Jovan Pavlović, episkop Srpske pravoslavne Crkve i mitropolit zagrebačko-ljubljanski 1982. – 2014. (* 1936.)
- 6. travnja – Mickey Rooney, američki glumac (* 1920.)
- 6. travnja – Mary Anderson, američka glumica (* 1918.)
- 7. travnja – Peaches Geldof, britanska novinarka, televizijska voditeljica i model (* 1989.)
- 8. travnja – Srećko Piršl, hrvatski novinar (* 1929.)
- 10. travnja – Sue Townsend, britanska spisateljica (* 1946.)
- 11. travnja – Sadudin Musabegović, bosanskohercegovački teoretičar umjetnosti (* 1939.)
- 15. travnja – Davorin Savnik, slovenski industrijski dizajner i arhitekt (* 1929.)
- 17. travnja – Zvonimir Milčec, hrvatski književnik (* 1938.)
- 17. travnja – Gabriel García Márquez, kolumbijski pisac, novinar, izdavač i politički aktivist (* 1927.)
- 23. travnja – Michael Glawogger, austrijski redatelj (* 1959.)
- 28. travnja – Ivan Sokolić, hrvatski enolog i publicist (* 1930.)
- 29. travnja – Bob Hoskins, britanski glumac (* 1942.)

### Svibanj
- 3. svibnja – Smiljko Ašperger, hrvatski kemičar i akademik (* 1921.)
- 11. svibnja – Martin Špegelj, partizan, general JNA s visokim funkcijama, drugi ministar obrane Republike Hrvatske (* 1927.)
- 13. svibnja – Malik Bendjelloul, švedski režiser (* 1977.)
- 18. svibnja – Dobrica Ćosić, srpski književnik, političar i ideolog srpskog nacionalizma (* 1921.)
- 18. svibnja – Slavica Fila, hrvatska kazališna, televizijska i filmska glumica (* 1930.)
- 19. svibnja – Jack Brabham, vozač automobilističkih utrka (* 1926.)
- 25. svibnja – Wojciech Jaruzelski, poljski general i komunistički vođa (* 1923.)
- 28. svibnja – Maya Angelou, afroamerička književnica (* 1928.)
- 29. svibnja – Miljenko Prohaska, hrvatski skladatelj, aranžer, dirigent i glazbeni pedagog (* 1925.)

### Lipanj
- 9. lipnja – Rik Mayall, engleski glumac i komičar (* 1958.)
- 11. lipnja – Ruby Dee, američka kazališna, televizijska i filmska glumica (* 1922.)
- 13. lipnja – Berislav Klobučar, hrvatski dirigent (* 1924.)
- 13. lipnja – Sam Kelly, engleski glumac (* 1943.)
- 15. lipnja – Casey Kasem, američki radijski voditelj i sinkronizator (* 1932.)
- 18. lipnja – Velimir Domitrović, hrvatski televizijski, filmski i kazališni scenograf (* 1947.)
- 18. lipnja – Stephanie Kwolek, američka kemičarka (* 1923.)
- 20. lipnja – Anja Grgić, hrvatska radijska voditeljica (* 1988.)
- 25. lipnja – Eli Wallach, američki glumac (* 1915.)

### Srpanj
- 7. srpnja – Eduard Ševardnadze, sovjetski i gruzijski političar (* 1928.)
- 7. srpnja – Bora Todorović, srbijanski glumac (* 1930.)
- 11. srpnja – Tommy Ramone, rock glazbenik (* 1949.)
- 13. srpnja – Lorin Maazel, američki dirigent, violinist i skladatelj (* 1930.)
- 13. srpnja – Nadine Gordimer, južnoafrička književnica, nobelovka (* 1923.)

### Kolovoz
- 5. kolovoza – Petar Šimunović, hrvatski jezikolovac i akademik (* 1933.)
- 11. kolovoza – Vladimir Beara, hrvatski nogometaš (* 1928.)
- 11. kolovoza – Robin Williams, američki filmski glumac (* 1951.)
- 12. kolovoza – Lauren Bacall, američka filmska glumica (* 1924.)
- 16. kolovoza – Marijan Radanović,  hrvatski katolički svećenik (* 1921.)
- 24. kolovoza – Richard Attenborough, britanski filmski glumac i redatelj (* 1923.)

### Rujan
- 9. rujna – Zvonimir Torjanac, hrvatski glumac (* 1930.)
- 10. rujna – Zdenka Tajer, hrvatska kazališna glumica (* 1925.)
- 17. rujna – Andrij Husin, ukrajinski nogometaš i nogometni trener (* 1972.)
- 23. rujna – Krešimir Šipuš, hrvatski skladatelj i dirigent (* 1930.)
- 25. rujna – Sulejman Tihić, bošnjački političar (* 1951.)

### Listopad
- 9. listopada – Boris Buzančić, hrvatski glumac i političar (* 1929.)
- 9. listopada – Ana Karić, hrvatska glumica (* 1941.)
- 15. listopada – Mile Krajina, hrvatski guslar (* 1923.)
- 25. listopada – Jack Bruce, škotski glazbenik, skladatelj i pjevač (* 1943.)

### Studeni
- 2. studenoga – Zvonimir Balog, hrvatski pisac za djecu (* 1925.)
- 2. studenoga – Veljko Kadijević, general JNA (* 1932.)

### Prosinac
- 22. prosinca – Joe Cocker, engleski pjevač (* 1944.)
- 30. prosinca – Luise Rainer, njemačka glumica (* 1910.)

## Vanjske poveznice
|  | Zajednički poslužitelj ima još gradiva o temi 2014. |